# 우진각지붕

우진각지붕(hip roof)은 은 직사각형의 테두리 사면에 경사면을 붙이고 추녀가 용마루에서 만나 모이는 지붕이다. 전세계적으로 많이 발견되는 지붕 양식이다.